# O noapte furtunoasă (operă)
O noapte furtunoasă este o operă comică (”comedie muzicală”) în două acte de Paul Constantinescu, pe un libret inspirat din piesa de teatru omonimă de Ion Luca Caragiale. Premiera a avut loc în  26 octombrie 1935 la Opera Română din București.
Opera a fost refăcută în 1950.